# Pride 29
Pride 29: Fists of Fire foi um evento de artes marciais mistas promovido pelo Pride Fighting Championships, ocorrido em 20 de fevereiro de 2005 no Saitama Super Arena em Saitama, Japão.

## Ligações Externas
- Site Oficial do Pride